# Les Derniers Jours d'un empire
Pour plus de détails, voir Fiche technique et Distribution.
Les Derniers Jours d'un empire (Il crollo di Roma) est un film italien d'Antonio Margheriti, sorti en 1963.

## Synopsis
Après la mort de l'empereur Constantin, un successeur monte sur le trône. Commence alors une persécution envers les chrétiens. Marcus, un centurion, trouve refuge auprès d'une tribu barbare. Voulant venger les victimes de l'empire, il décide d'affronter ses anciens frères d'armes romains…

## Fiche technique
- Titre original : Il crollo di Roma
- Titre français : Les Derniers Jours d'un empire
- Réalisation : Antonio Margheriti
- Scénario : Gianni Astolfi, Mauro Mancini et Antonio Margheriti
- Photographie : Riccardo Pallottini
- Montage : Renato Cinquini
- Musique : Riz Ortolani
- Production : Marco Vicario
- Genre : péplum
- Pays d'origine :  Italie
- Langue originale : italien
- Durée : 89 minutes
- Dates de sortie :
  -  Italie : 28 février 1963
  -  France : 18 mars 1963

## Distribution
- Carl Möhner (VF : René Arrieu) : Marcus
- Loredana Nusciak (VF : Jacqueline Carrel) : Svelta
- Andrea Aureli : Rako
- Ida Galli : Licia
- Piero Palermini (VF : Bernard Dhéran) : Valerio
- Giancarlo Sbragia (VF : Georges Aminel) : Giunio
- Nando Tamberlani (VF : Fernand Fabre) : Matteo
- Maria Grazia Buccella (VF : Michèle Bardollet) : Xenia
- Jim Dolen (VF : René Bériard) : Caius
- Riccardo Ricci : Tullio
- Claudio Scarchilli